# Atlanta (Missouri)
Atlanta é uma cidade localizada no estado americano de Missouri, no Condado de Macon.

## Demografia
Segundo o censo americano de 2000, a sua população era de 450 habitantes. 
Em 2006, foi estimada uma população de 453, um aumento de 3 (0.7%).

## Geografia
De acordo com o United States Census Bureau tem uma área de 
0,9 km², dos quais 0,9 km² cobertos por terra e 0,0 km² cobertos por água. Atlanta localiza-se a aproximadamente 282 m acima do nível do mar.

## Localidades na vizinhança
O diagrama seguinte representa as localidades num raio de 20 km ao redor de Atlanta. 